# Sybra spinipennis
Sybra spinipennis är en skalbaggsart som beskrevs av Stefan von Breuning 1954. Sybra spinipennis ingår i släktet Sybra och familjen långhorningar. Inga underarter finns listade i Catalogue of Life.